# Jefferson (Dakota del Sud)
Jefferson è un comune degli Stati Uniti d'America, situato in Dakota del Sud, nella contea di Union.